# Zbigniew Czachór
Zbigniew Henryk Czachór (ur. 1965) – polski politolog, prawnik i dziennikarz, profesor nauk społecznych.

## Życiorys
Ukończył nauki polityczne na Uniwersytecie im. Adama Mickiewicza. Specjalizuje się w prawie Unii Europejskiej, prawie międzynarodowym publicznym, międzynarodowych stosunkach politycznych, kontroli, wykrywania i zapobiegania nieprawidłowościom i błędom w projektach finansowanych z funduszy Unii Europejskiej.
Zatrudniony jest na stanowisku profesora nadzwyczajnego w Uniwersytecie im. Adama Mickiewicza w Poznaniu, w którym kieruje Pracownią Badań nad Integracją Europejską funkcjonującą w ramach Wydziału Nauk Politycznych i Dziennikarstwa. Kieruje też i sprawuje opiekę merytoryczną nad studiami podyplomowymi UAM: Podyplomowe Studium Administracji Europejskiej, Podyplomowe Studium Wiedzy o Europie i Integracji, Podyplomowe Studium Zarządzania Projektami i Funduszami UE. Od 1993 jest prezesem zarządu Ośrodka Badań i Edukacji Europejskiej.
Pracuje także na stanowisku profesora nadzwyczajnego w Instytucie Administracji i Bezpieczeństwa Narodowego PWSZ w Gorzowie Wielkopolskim.
Od 2007 jest stałym doradcą Komisji Spraw Zagranicznych Sejmu RP oraz wykładowcą Krajowej Szkoły Administracji Publicznej.
Wypromował pięcioro doktorów.

## Publikacje

### Monografie
- System Europejskiej Współpracy Politycznej w integrowaniu Europy, Wydawnictwo Adam Marszałek, Toruń 1994.
- Zmiany i rozwój w systemie Unii Europejskiej po Traktacie z Maastricht, Atla 2, Wrocław 2004.
- Zarządzanie integracja europejską, Gorzów Wlkp. 2008.

### Prace pod redakcją
- Z. Czachór (red.), Standardy Europejskie, Wydawnictwo Atla 2, Wrocław 2001.
- Z. Czachór (red.), Unia Europejska po Traktacie Nicejskim, Urząd Komitetu Integracji Europejskiej, Warszawa 2002.
- C. Mojsiewicz, Z. Czachór, B. Przybylska (red.), Europa w ławce szkolnej. Poradnik dla nauczycieli szkół o profilu rolniczym, Fundacja Fundusz Współpracy, Warszawa 2005.
- praca zbiorowa pod red. Z. Czachóra, Unia Europejska po Traktacie ustanawiającym Konstytucję dla Europy, Wydawnictwo Naukowe INPiD UAM, Poznań 2006.
- praca zbiorowa pod red. Z. Czachóra, 50 lat i co dalej? Europa i Unia Europejska między integracją a atomizacją, Wydawnictwo Naukowe INPiD UAM, Poznań 2007.
- Z. Czachór, M. Tomaszyk, (red. nauk.) Przewodnictwo państwa w Radzie Unii Europejskiej - doświadczenia partnerów, propozycje dla Polski Wydawnictwo Naukowe WNPiD UAM 2009.